# Океанические луга

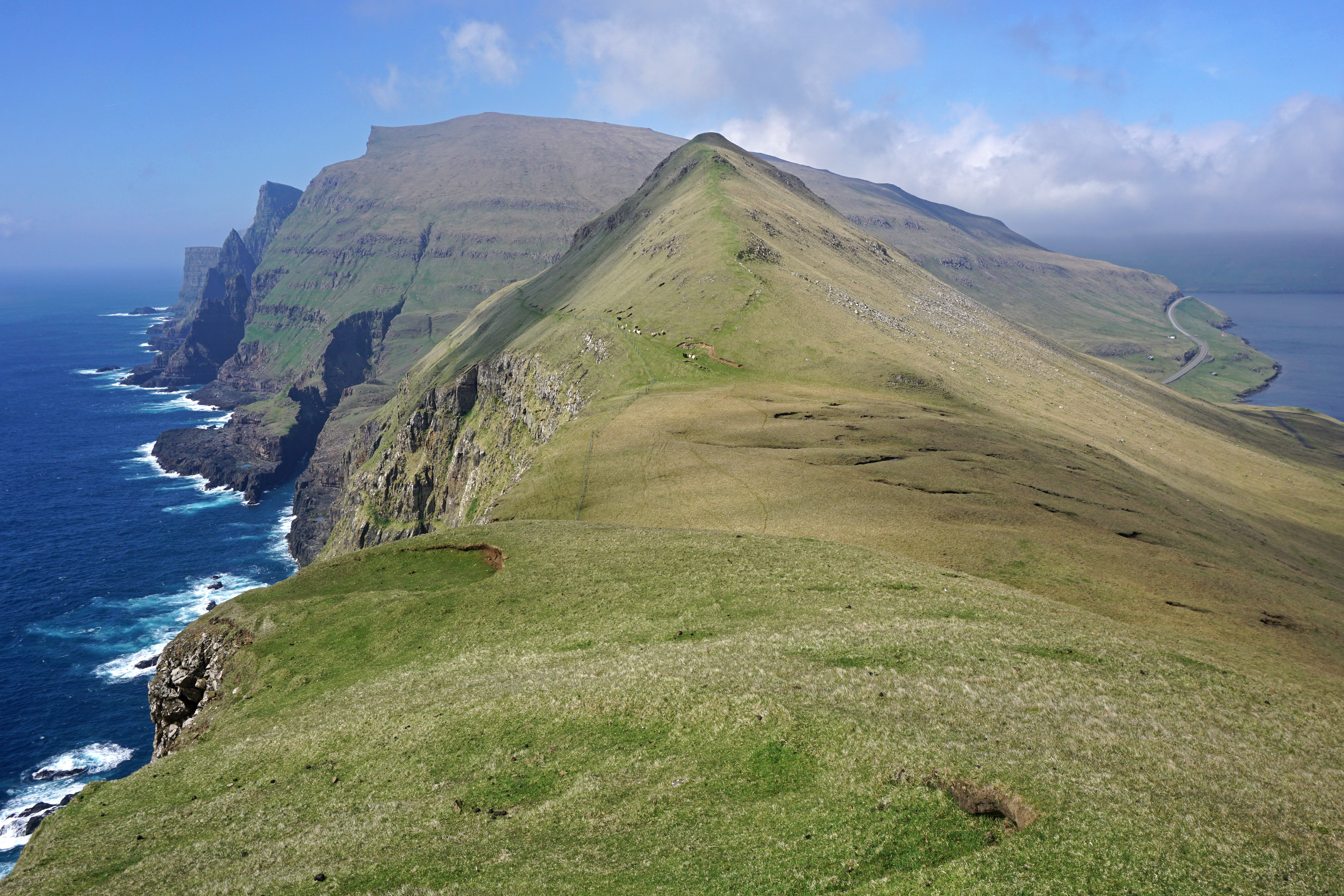
Океанические луга на Фарерах

Приокеанические луга — природная зона на небольших островах, отдалённых от континента в умеренных поясах Северного и Южного полушарий
Расположены луга на архипелагах в северной части бассейна Тихого океана (на полуостровах Аляска и Камчатка, Алеутских, Командорских, Шантарских и Курильских островах), в Южном полушарии на островах, расположенных между 50 и 56° ю. ш. (Фолклендские, Южная Георгия и Юж. Сандвичевы острова, Херд и Макдональд, Маккуори, Крозе, Кергелен). В северной части бассейна Атлантического океана сходные ландшафты есть на Фарерских островах.
Климат характеризуется прохладным летом и мягкой зимой (средние месячные температуры воздуха от —10° до 11 °С). Осадки выпадают в течение всего года, их годовая сумма значительно превышает испаряемость.
Сильные ветры с океана препятствуют развитию древесной растительности; преобладают низкотравные луга. Из-за схожести экосистем их нередко путают с зоной тундры. Животный мир беден; наземные млекопитающие представлены в основном мелкими грызунами, а в Южном полушарии — пингвинами и тюленями.